# Goshen (Kentucky)
Goshen és una població dels Estats Units a l'estat de Kentucky. Segons el cens del 2000 tenia 907 habitants.

## Demografia
Segons el cens del 2000, Goshen tenia 907 habitants, 288 habitatges, i 254 famílies. La densitat de població era de 1.843,1 habitants/km².
Dels 288 habitatges en un 57,3% hi vivien nens de menys de 18 anys, en un 73,6% hi vivien parelles casades, en un 11,1% dones solteres, i en un 11,5% no eren unitats familiars. En el 9,4% dels habitatges hi vivien persones soles el 2,1% de les quals corresponia a persones de 65 anys o més que vivien soles. El nombre mitjà de persones vivint en cada habitatge era de 3,15 i el nombre mitjà de persones que vivien en cada família era de 3,39.
Per edats la població es repartia de la següent manera: un 35,4% tenia menys de 18 anys, un 6,5% entre 18 i 24, un 34,4% entre 25 i 44, un 20,6% de 45 a 60 i un 3,1% 65 anys o més.
L'edat mediana era de 33 anys. Per cada 100 dones de 18 o més anys hi havia 93,4 homes.
La renda mediana per habitatge era de 62.500 $ i la renda mediana per família de 65.417 $. Els homes tenien una renda mediana de 50.438 $ mentre que les dones 31.518 $. La renda per capita de la població era de 23.076 $. Cap de les famílies i el 0,3% de la població estaven per davall del llindar de pobresa.

## Poblacions més properes
El següent diagrama mostra les poblacions més properes.